# Ромак, Роман Геннадьевич
Роман Геннадьевич Ромак (родился 15 января 1970 года) — российский регбист, выступавший на позиции хукера, тренер нападающих клуба «Енисей-СТМ».

## Биография
Начинал карьеру в команде «Енисей-СТМ» в юном возрасте. Завоевал с ней в 1997 году бронзовые медали чемпионата России, а в 1999 году стал чемпионом России. В дальнейшем провёл ещё ряд сезонов в составе «тяжёлой машины». Был капитаном команды. Карьеру завершил в 2012 году.
Ромак выступал за юношеские сборные СССР. В сборной России дебютировал 8 апреля 2001 года в Краснодаре в матче против Португалии, а последнюю игру за сборную провёл 28 октября 2006 года в Лиссабоне против тех же португальцев. Всего сыграл 36 игр и набрал 5 очков, занеся попытку 20 марта 2004 года в зачётную зону сборной Румынии и принеся российской команде первую после 1991 года победу над румынами. В 2004 году EA Sports выпустила игру Rugby 2004, в которой среди официально лицензированных российских регбистов оказался и Роман Ромак.
В 2015 году Ромак вошёл в тренерский штаб Вакиля Валеева, возглавившего «Енисей-СТМ». Работает тренером нападающих клуба.